# Left for Dead
Left for Dead es el quinto álbum de estudio del grupo estadounidense Crazy Horse, publicado por el sello Heyday Records en 1989.
El álbum fue grabado durante un periodo en el que el guitarrista Frank "Poncho" Sampedro no formaba parte del grupo. Tras problemas internos durante la grabación de Life (1987) y su pobre recepción comercial, Neil Young apartó al grupo durante las sesiones para emprender otros proyectos. Mientras que Sampedro se mantuvo como guitarrista de Young durante dos años, Billy Talbot y Ralph Molina decidieron grabar el primer disco del grupo en once años. Para ello, reclutaron al compositor y cantante Sonny More. 
Apenas un mes después de su publicación, Heyday Records cesó su actividad empresarial. El álbum fue reeditado en 1990 con una portada diferente por el sello Sisapa/Curb.

## Lista de canciones
| N.º | Título                         | Escritor(es)                   | Duración |  |
| 1.  | «Left for Dead»                | Mone                           | 4:19     |  |
| 2.  | «Child of War»                 | Mone                           | 3:34     |  |
| 3.  | «You and I»                    | Billy Talbot                   | 2:45     |  |
| 4.  | «Mountain Man»                 | Mone                           | 3:06     |  |
| 5.  | «I Could Never Lose Your Love» | Mone                           | 5:09     |  |
| 6.  | «In the Middle»                | Jerry Conforti, Molina, Talbot | 4:55     |  |
| 7.  | «If I Ever Do»                 | Mone                           | 3:12     |  |
| 8.  | «World of Love»                | Mone                           | 4:30     |  |
| 9.  | «Show a Little Faith»          | Mone                           | 4:48     |  |

## Personal
- Billy Talbot: bajo, teclados y voz
- Ralph Molina: batería y voz
- Sony Mone: guitarra y voz
- Matt Piucci: guitarra y voz
- Dino Papanicolaou: órgano Hammond y piano